# Champion 250 S
Der Champion 250 S ist ein Automodell der Automarke Champion vom Hermann-Holbein-Fahrzeugbau. Er erschien im März 1950 zusammen mit dem Champion 250 als Nachfolger des Champion Ch-2 und war die stärker motorisierte Variante des Champion 250. Im Dezember 1950 übernahm die Champion-Automobilbau GmbH die Produktion. Im März 1951 endete die Produktion.

## Karosserie
Die offene Karosserie ohne Türen bot Platz für zwei Personen. Karosseriebau Böbel aus Laupheim fertigte die Karosserie.

## Maße und Gewichte
Bei einem Radstand von 180 cm und einer Spurbreite von 120 cm betrug die Fahrzeuglänge 285 cm, die Fahrzeugbreite 136 cm und die Fahrzeughöhe mit Verdeck 128 cm. Bei einem Leergewicht von 260 kg betrug das zulässige Gesamtgewicht 435 kg.

## Antrieb
Der luft- bzw. gebläsegekühlte Einzylinder-Zweitaktmotor von Triumph hatte 248 cm³ Hubraum und leistete 7,5 kW. Er war im Heck des Fahrzeugs montiert und trieb über ein Dreiganggetriebe die Hinterachse an. Die Höchstgeschwindigkeit betrug 75 km/h. Der Kraftstoffverbrauch wurde mit 3,8 Liter auf 100 km angegeben.

## Neupreis und Stückzahl
Der Neupreis betrug 2750 DM. Es entstanden zwischen März 1950 und März 1951 267 Exemplare der Modelle 250 und 250 S.